# Баженов, Игорь Юрьевич
Игорь Юрьевич Баженов (род. 3 марта 1961) — советский и российский хоккеист, нападающий.

## Биография
Воспитанник воскресенского «Химика». Выступал за команды «Кристалл» Электросталь (1979/80), «Химик» (1979/80, 1983/84 — 1986/87, 1991/92), «Станкостроитель» / «Вятич» (1980/81 — 1981/82, 1991/92), СКА МВО (1982/83 — 1983/84), «Кристалл» Саратов (1987/88 — 1990/91), «Марс» Тверь (1992/93).
Играл за шведские клубы «Рома» (1993/94) и «Онге» (1994/95 — 1995/96).